# Olga Novokchtchenova
Olga Nikolaïevna Novokchtchenova (russe : Ольга Николаевна Новокщенова), née le 29 novembre 1974 à Moscou, est une nageuse synchronisée russe.

## Carrière
Olga Novokchtchenova fait partie du ballet russe terminant à la quatrième place des Jeux olympiques d'été de 1996 à Atlanta.
Lors des Jeux olympiques de 2000 à Sydney ainsi que ceux de 2004 à Athènes, elle est sacrée championne olympique.